# Горельки (Дубровенский район)
Горельки (бел. Гарэ́лькі) — деревня в Дубровенском районе Витебской области Республики Беларусь. В составе Волевковского сельсовета.

## География
Ближайшие населённые пункты Калиновка, Лавки и др.

### Гидрография
Река Закобылица.

## Этимология
Ойконим Горельки образован от коллективного прозвища первых жителей – горельки.

## История
С 1910 года в Холбнянской волости Горецкого уезда Могилёвской губернии Российской империи.
До 16 сентября 1960 года деревня входила в состав Ростковского сельсовета, до 17 июля 1964 года — в состав Волевковского сельсовета, до 8 апреля 2004 года — в состав Зарубского сельсовета.

## Население

### Численность
- 1999 год — 14 жителей

### Динамика
- 1910 год — 28 дворов, 107 муж., 108 жен.[3]
- 1999 год — 14 жителей (перепись населения)